# Francesc Josep Catalán de Ocón
Francesc Josep Catalán de Ocón —nascut com: Francisco José Catalán de Ocón— (Torrox, Màlaga, 2 de maig de 1701 — Tremp, 8 de setembre de 1762) fou bisbe d'Urgell i copríncep d'Andorra entre 1757 i 1762.

## Escrits rellevants del bisbe[3]
- 1759: Nos D. Francisco Joseph Cathalán de Ocón ... A los reverendos examinadores synodales en nuestra synodo diocesana ultimamente deputados ... Entre los acervos cuydados[4]
- 1759: Nos Don Francisco Joseph Cathalán de Ocón ... Aunque hemos procurado dar quanto es de nuestra parte ...[5]
- 1762: Constituciones, que en virtud de Real Orden hizo el Reverendo en Christo, Obispo de Urgel, Don Francisco Catalan de Ocón, para el buen gobierno de la Capilla Real de Granada y aprobo el señor rey don Fernando Sexto, por la Real Cedula de once de julio de mil setecientos cinquenta y ocho[6]
- 1763: Instrucciones que ... Francisco Joseph Cathalàn de Ocòn ... dà à los visitadores de su obispado para el regimen de la visita, que de su orden han de hacer en este año de [...][7]
- 1763: Nos Don Francisco Joseph Cathalán de Ocón ... Havent visitat la iglesia parroquial de […] Primerament, desitjant ab afecte espiritual la modestia ...[8]